# الجدول الزمني لحرب لبنان 2006 (أوائل أغسطس)
هذا هو الجدول الزمني لحرب لبنان 2006 خلال أوائل أغسطس.

## 1 أغسطس
الجيش الإسرائيلي
- الجيش الإسرائيلي يوسع عملياته البرية ويضاعف قواته في جنوب لبنان.[1]
- شنت قوات العمليات الخاصة الإسرائيلية هجوما واسع النطاق جوا على سهل البقاع.

- ذكرت مصادر أمنية لبنانية أن القوات الإسرائيلية هبطت بالقرب من مدينة بعلبك شرقي لبنان كما اشتبك الجيش الإسرائيلي في معارك ضارية مع قوات حزب الله عبر الحدود مع لبنان. أضافت المصادر أن طائرات إسرائيلية هبطت ببعثات داعمة بينما اصطدمت القوات برصاص على بعد حوالى 10 كيلومترات شمال بعلبك في سهل البقاع قرب الحدود السورية. أفاد الجيش اللبناني أيضا عن حركة مروحية ثقيلة شرق وغرب المدينة وهي العملية البرية في أقصى الشمال لإسرائيل خلال النزاع الذي استمر ثلاثة أسابيع تقريبا.
- ذكرت المصادر أن القوات الإسرائيلية دخلت مستشفى الحكمة شمالي بعلبك حيث فحصت بطاقات هوية جميع الموظفين والمرضى مضيفة أنه لم ترد أي إشارة إلى أن أي شخص تم نقله من المستشفى. لكن شهود عيان قالوا أن «عدة أشخاص» نقلوا من المستشفى.
- أكدت قوات الدفاع الإسرائيلية أن القوات الإسرائيلية العاملة في بعلبك أصابت عددا من المسلحين وأعتقلت بعضهم بالرغم من عدم إعطاء أية أرقام. قال الجيش الإسرائيلي أنه لم تقع إصابات بين الجنود الإسرائيليين وتم نقل المسلحين المعتقلين إلى إسرائيل.
- تركز القتال اليوم بالقرب من قرى طيبة اللبنانية خارج بلدة ميتولا الإسرائيلية ومدينة عيتا الشعب إلى الغرب. قال الجيش الإسرائيلي أن ثلاثة من جنوده قتلوا وأصيب 25 آخرون في القتال في عيتا الشعب. أضاف البيان أن خمسة جنود آخرين أصيبوا بجروح على الجانب الإسرائيلي من الحدود عندما أصيبوا بقذيفة هاون. خلال يومين من القتال قال الجيش أن القوات قتلت أو جرحت أكثر من 20 مقاتلا من حزب الله في جنوب لبنان. قال حزب الله أن أربعة من قواته لقوا مصرعهم في معارك يوم الثلاثاء. خارج القرية مباشرة أفادت قوة الأمم المتحدة المؤقتة في لبنان عن قصف إسرائيلي مكثف في قرى راميا وديبيل والقوزه صباح اليوم. في طيبة قال الجيش الإسرائيلي أنه سيطر على عدة مواقع إستراتيجية قال أن مقاتلي حزب الله استخدموها لإطلاق صواريخ على شمال إسرائيل. شرق مدينة طيبة قصفت القوات الإسرائيلية اليوم الثلاثاء بلدة كفار كيلا بعد قصفها بقصف جوي وفقا لما ذكره مراقبو الأمم المتحدة. كما أن القوات الإسرائيلية تعمل في منطقتي أودايس وراب طلعتين خلال اليومين الماضيين وفقا لالجيش الإسرائيلي. في الغرب قال مسؤولون في الأمم المتحدة أن الزوارق الحربية الإسرائيلية في البحر الأبيض المتوسط قصفت جنوب لبنان.
- قالت إسرائيل أنها قتلت 300 من ما يقدر بنحو 2000 مقاتل من حزب الله في لبنان خلال هجومها الذي استمر ثلاثة أسابيع.

إسرائيل
- قال رئيس الوزراء الإسرائيلي إيهود أولمرت في حفل التخرج في كلية الأمن القومي في جليلوت:

- كان مجلس الوزراء الإسرائيلي قد وافق في وقت سابق من اليوم على توسيع الحملة العسكرية الإسرائيلية التي استمرت ثلاثة أسابيع في لبنان.
- قال إيهود أولمرت أن القوات الإسرائيلية تضعف يوميا حزب الله وأن أي وقف لإطلاق النار سيأتي إلى أن تصبح إسرائيل في مأمن من حرب مستقبلية. يقول أولمرت في مؤتمر لمسؤولين محليين: «كل يوم إضافي هو يوم يستنزف قوة هذا العدو القاسي». «لا يزال أمامنا بضعة أيام من القتال».
- أبلغت الشرطة الإسرائيلية عن 14 ضربة عبر الحدود تضرب شمال إسرائيل منها اثنتان باستخدام صواريخ كاتيوشا و12 استخدمت قذائف الهاون.
- قال نائب رئيس الوزراء الإسرائيلي شيمون بيريز في واشنطن العاصمة للاجتماع مع وزيرة الخارجية كوندوليزا رايس للصحفيين أن نهاية الحرب «ليست بعيدة». وأضاف «يمكنك الاعتماد عليه في أسابيع وليس أشهر». لكن رايس رأت أن العملية تسير بسرعة أكبر. تقول في برنامج تلفزيوني «نيوز هور»: «بالتأكيد نتحدث عن أيام لا أسابيع قبل أن نتمكن من الحصول على وقف إطلاق النار».
- قال حاييم رامون أنه على الرغم من الانخفاض العام في الهجمات في اليومين الماضيين فان الميليشيات اللبنانية زادت عدد عمليات إطلاق الصواريخ من مناطق شمال نهر الليطاني على بعد حوالى 20 كيلومترا من الحدود حيث طلب الجيش الإسرائيلي من سكان موقعين الإجلاء. في سعيها الأولي لإنشاء حاجز أمني لحماية شمال إسرائيل من صواريخ الكاتيوشا قال الجيش الإسرائيلي أنه يريد من مقاتلي حزب الله العودة إلى نهر الليطاني.

الأمم المتحدة
- اجتمعت الدول الخمس الدائمة العضوية في مجلس الأمن - فرنسا وروسيا والصين والمملكة المتحدة والولايات المتحدة - مع الأمين العام للأمم المتحدة كوفي عنان لبحث كيفية وقف القتال بين إسرائيل وحزب الله وتقديم المساعدات للمدنيين وإرسال قوات متعددة الجنسيات إلى المنطقة. ذكرت الأمم المتحدة ومصادر دبلوماسية التي اشترطت عدم ذكر اسمها أن هناك خيارا واحدا يتم مناقشته وهو نشر قوة رد سريع بعد وقف الأعمال العدائية لأن المحادثات جارية. قال دبلوماسي أن قوة الرد السريع ستؤمن مناطق معينة وتسهل شحنات المساعدات إلى جنوب لبنان وأضاف أنه بعد التوصل إلى اتفاق سياسي ووقف دائم لاطلاق النار سيتم نشر مجموعة موسعة من قوات حفظ السلام.

حزب الله
- قال متحدث باسم حزب الله أن 43 من مقاتليه قتلوا وفقا لما ذكرته وكالة الأنباء رويترز. قال وزير العدل الإسرائيلي حاييم رامون في القناة 10 الإسرائيلية: «لقد تعرض حزب الله لضرب خطير وهذا هو السبب في أن ضغوط الهجوم البري ستؤدي إلى النتائج المتوقعة».
- قال حزب الله أن مقاتليه تمكنوا من تدمير سفينة حربية إسرائيلية على شاطئ صور على الرغم من أن إسرائيل اعترضت على هذا الادعاء. أصدرت بيانا قالت فيه أن الجيش الإسرائيلي قتل ثلاثة من مقاتلي حزب الله أثناء القتال حول كفار كيلا والعديسة والطيبة بالقرب من بلدة مرجعيون اللبنانية. قتل حزب الله منذ 13 يوليو الماضي ثمانية وثمانين قتيلا. بينما أفاد الجيش الإسرائيلي عن مقتل أربعة من حزب الله.

## 2 أغسطس
الجيش الإسرائيلي
- بعد غارات جوية على بلدة بعلبك على بعد 100 كيلومتر من لبنان حيث لقى 11 شخصا حتفهم هبطت قوات الكوماندوز الإسرائيلية بالمروحيات وحاربت في معركة مسلحة طويلة.
- يختتم الجيش الإسرائيلي تحقيقه الرسمي في غارة قانا.
- قصفت الطائرات الإسرائيلية موقعا للجيش اللبنانى غرب صيدا مما اسفر عن مصرع جندى واصابة عدد اخر بجراح وفقا للجيش اللبنانى. في وقت مبكر من اليوم أصابت غارة جوية قرية الجمالية حيث كان الجيش الإسرائيلي يهاجم مستشفى قريب في بعلبك وفقا لما ذكرته وكالة أنباء أسوشيتد برس. كان الجيش الإسرائيلي أعلن في شريط فيديو أن مستشفى بعلبك هو مقر لحزب الله. عارض حزب الله هذا الحساب. قال الجيش الإسرائيلي أن القوات الخاصة الإسرائيلية ألقت القبض على خمسة مسلحين وقتلت عشرة آخرين. بيد أن حزب الله قال أن إسرائيل اعتقلت خمسة مدنيين لم يكونوا أعضاء في الميليشيات الإسلامية. يبدو أن شريط فيديو إسرائيلي يظهر فيه أسلحة إكتشفها جنود إسرائيليون خلال تفتيش المستشفى الذي يقع على بعد حوالي 70 كيلومترا شمال الحدود الإسرائيلية. قال العميد الإسرائيلي: «لقد أظهر الجيش الإسرائيلي والقوات الجوية ذراعهما الطويل وقدرتهما على الوصول إلى كل مكان يرى فيه حزب الله أنه مناسب لوضع نفسه حتى لو اختار المستشفى كمقر له». الجنرال يوهانان لوكر. أظهرت صور أخرى أن الكوماندوز الإسرائيلي يخرقون من خلال خزائن الملفات في مكتب داخل المستشفى حيث قال الجيش الإسرائيلي أنه وجد ذخائر وأسلحة.
- قالت الوكالة أن صاروخا ضرب منزل العمدة حسين جمال الدين مما أسفر عن مصرع ابنه وشقيقه وخمسة أقارب آخرين. «أين الصحافة؟ أين وسائل الإعلام لرؤية هذه المجزرة؟ عد موتى لدينا عد أجزاء الجسم لدينا» حسبما قال جمال الدين لفرانس برس. قال شهود عيان أيضا أن الأم والأب وأطفالهم الخمسة قتلوا في غارة جوية أخرى بالقرب من الجملية وقتل سائق سيارة فان عندما أصاب صاروخ قريب.
- في وقت متأخر من اليوم كانت هناك معركة بين القوات الإسرائيلية وحزب الله بالقرب من عيتا الشعب في جنوب لبنان.
- أفاد الجيش الإسرائيلي عن 55 قتيلا بينهم 19 مدنيا و580 جريحا خلال الحرب. تقول وسائل الإعلام الإسرائيلية أن حوالي 6000 جندي إسرائيلي يعملون في جنوب لبنان ولكن الجيش الإسرائيلي لم يؤكد التقارير.
- في غزة حيث تشارك إسرائيل في عملية عسكرية أخرى بعد أن اختطف مسلحون هناك جنديا إسرائيليا ضربت غارة جوية مجموعة من المسلحين كانوا يقتربون من القوات الإسرائيلية بقنابل صاروخية وفقا لما ذكره الجيش الإسرائيلي. قالت مصادر أمنية فلسطينية أن اثنين من ناشطي حركة حماس قتلوا في الانفجار كما توفي آخر في حادث منفصل. كما ذكرت مصادر أمنية فلسطينية أن اشتباكات وقعت في رفح بالقرب من الحدود بين غزة ومصر بعد أن دخلت الدبابات الإسرائيلية المدينة. هي المرة الأولى التي تدخل فيها إسرائيل إلى رفح منذ بدء النزاع في غزة في 25 يونيو.

حزب الله
- قال حزب الله في بيان على قناة المنار أن الذين قبض عليهم في بعلبك أحد معاقلها «مواطنين عاديين» ليسوا مسلحين.
- يطلق مقاتلو حزب الله أكثر من 230 صاروخا على إسرائيل من لبنان وهو أكبر وابل في يوم واحد منذ بدء الحرب.
- قال الجيش الإسرائيلي أن الجماعة الشيعية قصفت شمال إسرائيل بالصواريخ مما أسفر عن مقتل مدني وإصابة سبعة آخرين بجروح. قالت الشرطة الإسرائيلية أن صاروخا سقط في المنطقة التي يسيطر عليها الفلسطينيون في شمال الضفة الغربية مما يشير إلى وصول صواريخ حزب الله إلى الجنوب من جنوب لبنان.

لبنان
- أفادت السلطات اللبنانية أن 603 مدنيا وجندي قتلوا وأصيب 2145 آخرون بجراح في الحملة العسكرية الإسرائيلية. تسببت العملية العسكرية الإسرائيلية في تشريد ما يقرب من 900,000 شخص وتسببت في إلحاق أضرار بالبنية التحتية اللبنانية بقيمة ملياري دولار دون احتساب الأضرار التي لحقت بالمباني وفقا للحكومة اللبنانية.

الأمم المتحدة
- على الصعيد الدبلوماسي يمكن لمجلس الأمن الدولي أن ينظر في قرار حول لبنان في وقت مبكر من 3 أغسطس حسبما ذكر السفير البريطاني أمير جونز باري. قال للصحافيين «إنني واثق من أننا سنكون غدا في وضع يسمح لنا بإجراء مناقشة في مجلس الأمن حول نص يأخذنا إلى الأمام وقد تحسنت الاحتمالات الحالية لاعتماد قرار قريبا». قال السفير الأمريكي جون بولتون أن الدول تختلف حول كيفية وقف العنف بشكل دائم «لكن هناك اتفاق تام تقريبا حول الإطار السياسي الأساسي الذي يتعين وضعه».

## 3 أغسطس
هيومن رايتس ووتش
- تتهم هيومن رايتس ووتش إسرائيل بارتكاب جرائم حرب بسبب عدم التمييز بشكل منهجي بين المقاتلين والمدنيين في هجومهم على لبنان.

حزب الله
- مقتل ثمانية مدنيين جراء هجمات بالقذائف الصاروخية في شمال إسرائيل وقتل أربعة جنود من الجيش الإسرائيلي في جنوب لبنان في ما كان يشار إليه بأنه «اليوم الأكثر دموية لإسرائيل في حربها الأمامية».
- حذر الأمين العام لحزب الله حسن نصر الله من أن المجموعة ستطلق صواريخ على تل أبيب إذا هاجمت إسرائيل الأجزاء الوسطى من بيروت. قال نصر الله: «إذا ضربت بيروت فإن المقاومة الإسلامية ستضرب تل أبيب وهي قادرة على القيام بذلك». كما أعلن نصر الله أن حزب الله سينهي هجماته الصاروخية ضد إسرائيل إذا توقف بدوره عن مهاجمة لبنان. لم يتضح بعد ما إذا كان خطاب نصر الله حيا أو مسجلا. كما عرض نصر الله في بيانه الطويل شجرة زيتون قائلا أن حزب الله سيوقف الهجمات الصاروخية على إسرائيل إذا توقفت إسرائيل عن هجماتها في لبنان. قال: «إنهم يهاجون مدننا وقراهم ومدنيينا وعاصمتنا وسنرد». أضاف: «في أي وقت تقررون وقف اعتداءاتكم على قراهم وبلداتنا ومدننا ومدنيينا لن نصل إلى أي مستوطنة أو أي مدينة إسرائيلية». ذكرت وكالة أنباء أسوشييتد برس أن تصريحاته جاءت بعد وقت قصير من أنباء وسائل الإعلام أن وزير الدفاع الإسرائيلي أمر الجنرالات بالاستعداد لدفع ما يصل إلى 18 ميلا إلى لبنان إلى نهر الليطاني. أضافت وسائل الإعلام الإسرائيلية أن هناك حاجة إلى موافقة مجلس الوزراء على التقدم.
- ذكرت الشرطة الإسرائيلية أن حزب الله قصف شمال إسرائيل مع أكثر من 200 صاروخ مما أسفر عن مصرع ثمانية أشخاص وإصابة عدد آخر وذلك بعد أن استأنفت إسرائيل الضربات الجوية على ضواحي بيروت. قالت الشرطة أن أربعة أشخاص قتلوا في عكا (إسرائيل) شمال حيفا وتوفي ثلاثة آخرون في منطقة معالوت القريبة من الحدود اللبنانية. قال نصر الله في خطابه التلفزيوني أن قواته تسببت في «إصابات قصوى» على القوات البرية الإسرائيلية.

الجيش الإسرائيلي
- في وقت متأخر أسقطت الطائرات الحربية الإسرائيلية منشورات على عدة أحياء في المنطقة تحذر السكان من المغادرة لسلامتهم الخاصة. حذرت المنشورات من توسيع الحملة الإسرائيلية في بيروت لأن حزب الله لا يزال يطلق الصواريخ على إسرائيل وبسبب تصريحات الأمين العام لحزب الله حسن نصر الله. أضافت أن «توسيع العمليات الإرهابية التي يقوم بها حزب الله سيؤدي إلى رد مؤلم وقاسي وستكون النتائج مؤلمة ليس فقط لعصابة حسن ومجرميها». قالت مصادر عسكرية إسرائيلية أنه إذا ضرب حزب الله تل أبيب فإن إسرائيل ستستهدف البنية التحتية اللبنانية. رفض متحدث باسم وزير الدفاع الإسرائيلي أمير بيريتز التعليق.
- تمركزت القوات الإسرائيلية الآن في 11 قرية في جنوب لبنان وفقا لالجيش الإسرائيلي في محاولة لطرد حزب الله من منطقة أمنية على امتداد خمسة أميال قبل نشر أي قوات حفظ سلام دولية.
- حتى 3 أغسطس أبلغت إسرائيل عن مقتل 68 شخصا بينهم 27 مدنيا. كانت قوات الدفاع الإسرائيلية أعلنت ليلة أمس أنها قصفت أهداف حزب الله في جميع أنحاء لبنان ب 120 ضربة جوية. قال الجيش الإسرائيلي أن ثلاثة جنود إسرائيليين قتلوا في معارك اليوم في جنوب لبنان. قال الجيش الإسرائيلي أن قواته البرية قتلت أربعة من مقاتلي حزب الله في الجزء الغربي من جنوب لبنان. حطمت انفجارات قوية السلام في الصباح الباكر في الضربات الجوية في بيروت التي أعلنت استئناف الهجمات على معاقل حزب الله في الضواحي الجنوبية للمدينة. بدأت الضربات بعد الساعة الثانية صباحا بالتوقيت المحلي. أكدت قوات الدفاع الإسرائيلية أنها تستهدف مواقع حزب الله في جنوب بيروت.

الولايات المتحدة
- قالت وزيرة الخارجية الأمريكية كوندوليزا رايس أن الإسرائيليين «لديهم قدراتهم الخاصة للتعامل مع هذه التهديدات». أضافت أن «المجتمع الدولي بحاجة إلى أن يقول لحزب الله أن مثل هذه التهديدات ليست مفيدة أيضا في الوقت الذي يريد فيه المجتمع الدولي والشعب اللبناني والشعب الإسرائيلي كل شيء إنهاء العداء».

لبنان
- ذكرت وكالة الأنباء اللبنانية أن مسؤولين لبنانيين أبلغوا عن مقتل أربعة مدنيين من جراء صواريخ إسرائيلية في جنوب لبنان. حتى منتصف أغسطس قتل 642 مدنيا وجنديا لبنانيا وجرح 3030 آخرين في الهجوم العسكري الإسرائيلي الذي استمر ثلاثة أسابيع ضد ميليشيا حزب الله وفقا لقوات الأمن الداخلي اللبنانية. قال رئيس الوزراء اللبناني فؤاد السنيورة أن أكثر من مليون شخص أي ربع سكان لبنان قد شردوا وفقا لما ذكرته الصحافة المنتسبة.

الأمم المتحدة
- على الصعيد الدبلوماسي عممت فرنسا مشروع قرار منقح لمجلس الأمن التابع للأمم المتحدة يدعو إلى الوقف الفوري للقتال بين إسرائيل وحزب الله ويحدد شروط وقف دائم لإطلاق النار في لبنان. قالت وزارة الخارجية الأمريكية أنها تأمل في التوصل إلى قرار لوقف إطلاق النار بحلول 4 أغسطس بيد أن الدبلوماسيين الأمريكيين مستعدون للعمل حتى 5 و6 أغسطس للتوصل إلى اتفاق. كانت النقطة الشائكة هي توقيت وقف إطلاق النار. تؤيد فرنسا والدول الأوروبية الأخرى دعوة لبنان إلى وقف فوري لإطلاق النار. قالت الولايات المتحدة والمملكة المتحدة أن وقف إطلاق النار فورا لن يلغيا التهديد طويل الأجل الذي يفرضه حزب الله على إسرائيل. قال رئيس الوزراء البريطاني توني بلير في وقت سابق أن التوصل إلى اتفاق لوقف إطلاق النار قد يأتي خلال أيام. يناقش دبلوماسيو الأمم المتحدة حلا ذا شقين لانهاء الحرب. ذكرت الأمم المتحدة ومصادر دبلوماسية تتحدث شريطة عدم ذكر اسمها أن المحادثات ستكون الخطوة الأولى هي وقف الأعمال العدائية التي تعقبها نشر قوة رد سريع على جنوب لبنان. أضافت المصادر أنه سيتم بعد ذلك نشر مجموعة موسعة من قوات حفظ السلام المكلفة بفرض وقف إطلاق نار أكثر دواما وإقامة منطقة عازلة.

## 4 أغسطس
الجيش الإسرائيلي
- مقتل 33 مدنيا مدنيا وجرح 20 آخرين بعد غارة جوية إسرائيلية على مزرعة بالقرب من القاع في لبنان بالقرب من الحدود اللبنانية السورية في سهل البقاع. قال مسؤول في المستشفى ورئيس البلدية أن جميع الضحايا كانوا من العمال السوريين وقالت القوات أن معظم الضحايا كانوا من العاملين أو سائقي الشاحنات. قال الجيش الإسرائيلي أنه استهدف مبنيين يحتويان على أسلحة. اتهمت الحكومة الإسرائيلية حزب الله باستخدام المدنيين كدروع لكن هيومن رايتس ووتش في تقرير صدر بعد التحقيق في عشرات القتلى المدنيين خلصت إلى عكس مطالبات الجيش الإسرائيلي.
- إسرائيل تقصف منزلا في خط المواجهة قرية طيبة في جنوب لبنان مما أسفر عن مقتل سبعة مدنيين وإصابة 10 آخرين.
- دمرت الطائرات الإسرائيلية أربعة جسور على الطريق الساحلي الرئيسي شمال بيروت مما أدى إلى تعطيل الجهود الرامية إلى مساعدة المدنيين المشردين أو المحاصرين جراء النزاع. بعد تفجير آخر للطرق البرية إلى بيروت وقطع العاصمة اللبنانية بشكل فعال عن الإمدادات الغوثية أصدرت إسرائيل بيانا قالت فيه أن الهجمات تهدف إلى إحباط المحاولات السورية لتسليح حزب الله مضيفا أن سوريا مصممة على مواصلة إعادة تسليح حزب الله وتزويده بالأسلحة المستخدمة في مهاجمة إسرائيل. قال الجيش الإسرائيلي أن الجيش الإسرائيلي مصمم على وقف تدفق الأسلحة إلى حزب الله. كانت الهجمات على الجسر الليلة الماضية والتي تربط سوريا ولبنان تحقيقا لهذه الغاية.
- نفى الجيش الإسرائيلي تقرير مسؤول لبناني قال أن إسرائيل تعيق صهاريج وقود في البحر الأبيض المتوسط من الإرساء في لبنان وقال السفير الإسرائيلي لدى الأمم المتحدة دان غيلرمان أن إسرائيل تعمل مع الأمم المتحدة للحفاظ على تدفق الإمدادات إلى لبنان.
- قال الجيش أن الصاروخين أو الثلاثة صواريخ كانت من بين أكثر من 200 صاروخ سقطت في شمال إسرائيل. جاء الهجوم الأكثر فتكا في طبرية حيث لقى ثلاثة مدنيين مصرعهم. أدى الجيش الإسرائيلي إلى مقتل 74 شخصا بينهم 30 مدنيا. تقول السلطات الإسرائيلية أن أكثر من 600 شخص قد أصيبوا بجراح.

حزب الله
- صاروخ يضرب مدينة الخضيرة الإسرائيلية على بعد 80 كيلومترا جنوب الحدود وأعمق هجوم صاروخي على إسرائيل منذ بدء الصراع.

سوريا
- نفت سوريا مرارا وتكرارا تزويد حزب الله بالأسلحة. قال السفير السوري في الولايات المتحدة عماد مصطفى لوكالة فرانس برس أن «حزب الله لا يحتاج إلى دعم لوجستي من سوريا». كما زعم مصطفى أن إسرائيل قصفت الطرق لإغلاق طرق الهرب إلى المدنيين اللبنانيين الذين يسعون إلى ملاذ آمن.

لبنان
- في الوقت نفسه اتهم رئيس لبنان إميل لحود إسرائيل بتجويع بلاده وقال كريستيان برتيوم من برنامج الغذاء العالم لوكالة أنباء الاسوشيتد برس أن إسرائيل قطعت الحبل السري في لبنان. قال برتيوم لفرانس برس أن «هذا الطريق هو السبيل الوحيد لتقديم المساعدات ونحن بحاجة حقا إلى إيجاد طرق أخرى لتحقيق الإغاثة». قال الصليب الأحمر اللبناني أن الاعتداءات على الجسر أسفرت عن مقتل ثلاثة أشخاص وفقد أحدهم. أشارت هيئة الإذاعة اللبنانية إلى أن حركة المرور مشلولة حول العاصمة حيث أغلقت قوات الأمن الداخلي اللبنانية الطرق المتوقفة إلى حركة المرور خشية وقوع ضربات جديدة. في البحر كانت هناك مشاكل أكثر في توصيل الإمدادات وفقا لما ذكره مسؤول لبناني قال أن إسرائيل تعيق صهاريج وقود في البحر الأبيض المتوسط من الإرساء في لبنان. لم يوافق لحود وقال لفرانس برس أن إسرائيل تحاول تسليح لبنان بقوة لقبول شروط وقف إطلاق النار.
- في لبنان توفي العشرات في هجمات إسرائيلية حيث أصابت صواريخ حزب الله مدينة الخضيرة وهي النقطة الجنوبية التي وصلت إليها الميليشيات الإسلامية مع هجماتها حتى الآن في النزاع. ذكرت الشرطة أنه لم ترد أنباء عن وقوع إصابات. تقع مدينة الخضيرة على بعد 25 ميلا (40 كيلومتر) شمال تل أبيب وهدد الأمين العام لحزب الله حسن نصر الله يوم 3 أغسطس بضربها ردا على الاعتداءات الإسرائيلية على بيروت. نقلت الوكالة عن مسؤولين أمنيين لبنانيين قولهم أن الضربات الجوية الإسرائيلية دفنت 57 شخصا تحت الانقاض بعد تسطيح المنازل في قريتين بالقرب من الحدود الإسرائيلية طيبة وعيتا الشعب. لم تتوفر تفاصيل أخرى على الفور.
- حتى يومنا هذا توفي 675 مدنيا وجنديا لبنانيا في النزاع وأصيب 2237 بجروح وفقا لقوى الأمن الداخلي في لبنان.

الأمم المتحدة
- قال مسؤولون بوزارة الخارجية ومصادر دبلوماسية أن الولايات المتحدة وفرنسا تحرزان تقدما في مشروع قرار لمجلس الأمن الدولي يمكن أن يطرح للتصويت في 7 أو 8 أغسطس القادم. نقلت مصادر دبلوماسية عن الخطة قولها أن القرار سيتطلب وقف إطلاق النار بين إسرائيل وحزب الله ونشر قوة رد سريع في جنوب لبنان حتى يتم تنظيم عملية حفظ سلام أكبر. قالت مصادر دبلوماسية أميركية أن دبلوماسيين أميركيين وفرنسيين لا يزالون يدرسون التفاصيل بما في ذلك ما إذا كانت القوات الإسرائيلية ستبقى في لبنان بعد وقف المعارك وتبادل الأسرى ووضع إطار سياسي لضمان استمرار وقف إطلاق النار.

الولايات المتحدة
- على الرغم من النداءات التي وجهها الأمين العام للأمم المتحدة كوفي عنان والعديد من الدول فإن الولايات المتحدة لم تؤيد علنا الوقف الفوري للأعمال العدائية.

## 5 أغسطس
الجيش الإسرائيلي
- هبط جنود كوماندوس إسرائيليون في صور حيث اندلع القتال مع قوات حزب الله. دعمت القوات الإسرائيلية بضربات جوية من المروحيات الحربية والقاذفات المقاتلة. قتل أحد الكوماندوز بينما أصيب 4 آخرين.
- استمر القتال وسط المفاوضات. أرسلت إسرائيل قوات كوماندوس للهجوم على موقع يشتبه في إطلاق الصواريخ في صور وشن ضربات جوية في أماكن أخرى من البلاد. أعلن شهود عيان أن عناصر من الكوماندوز الإسرائيليين هاجموا مبنى من خمسة طوابق في الجزء الشمالي من مدينة صور الساحلية اللبنانية. قال الجيش أن إسرائيل أمرت غارة الكوماندوز بدلا من الغارة الجوية لتجنب وقوع خسائر في صفوف المدنيين. قال الجيش الإسرائيلي في بيان رسمي أن الشقة كانت تستخدم من قبل اثنين من ثلاثة من كبار إرهابيي حزب الله الذين كانوا يديرون زنزانة مسؤولة عن إطلاق صواريخ بعيدة المدى بما في ذلك تلك التي أطلقت في الخضيرة مشيرا إلى أن المدينة الإسرائيلية ضربت في 4 أغسطس. قال الجيش الإسرائيلي في بيان أن «أعضاء الخلية قتلوا وأصيب عدد من جنود الجيش الإسرائيلي بجروح جراء إطلاق النار وشظايا القنابل اليدوية». قال شهود عيان أن الدخان أثار من المبنى بعد الغارة. قالت امرأة كانت تعيش في شقة قريبة أن الجنود الإسرائيليين حملوا أربع جثث. قال مسؤول إسرائيلي «كلنا أراد قتله وقتلنا». كما قصفت الغارات الجوية الإسرائيلية بيروت في وقت مبكر من اليوم. سمع ما لا يقل عن ستة انفجارات في الضواحي الجنوبية. جاءت هذه الهجمات عقب القصف الإسرائيلي على آخر الطرق البرية في المدينة مما أدى إلى قطعه عن إمدادات الإغاثة. يقول الجيش الإسرائيلي أن ما لا يقل عن 78 إسرائيليا قتلوا خلال النزاع بينهم 45 جنديا وأكثر من 600 جريح.
- في الصباح كان هناك تفجير آخر للطرق البرية في بيروت التي بدأت في 4 أغسطس وتم قطع العاصمة اللبنانية بشكل فعال من إمدادات الإغاثة وأصدرت إسرائيل بيانا قالت فيه أن الهجمات تهدف إلى إحباط المحاولات السورية لتسليح حزب الله.

الأمم المتحدة
- اجتمع مجلس الأمن الدولي لعدة ساعات دون أي كلمة حول مصير مشروع قرار لوقف الحرب التي دامت 25 يوما بين إسرائيل وحزب الله في لبنان. يدعم الاقتراح الولايات المتحدة - أقوى حليف لإسرائيل - وفرنسا التي لها علاقات تاريخية وثيقة مع لبنان. وصف السفير الأمريكي لدى الأمم المتحدة جون بولتون مشروع «اندماج» الأفكار. قال أن الخطة ستضع «حلا دائما للمشكلة ومن الواضح أن هذا القرار وحده ليس هو الحل بل هو البداية». قال بولتون للصحفيين بعد أن بدأ الاجتماع في الساعة الثالثة بعد الظهر «أن ما نريده أساسا أن نفعل... لا نعود إلى الوضع السابق». أضاف «نريد أن يكون هذا حلا تحويليا ينقل المنطقة إلى ما وراء المشكلة التي كانت قائمة لسنوات عديدة». ربما يكون قبل عدة أيام من تصويت المجلس المكون من 15 عضوا على خطة معالجة العنف الذي أسفر عن مصرع أكثر من 750 شخصا في لبنان وإسرائيل. سيتطلب تنفيذ خطة سلام التعاون على أرض الواقع. قال رئيس الوزراء البريطاني تونى بلير أن مشروع القرار يعد «خطوة أولى حيوية» يمكن أن تؤدي إلى وقف الأعمال العدائية «خلال اليومين المقبلين». أوضح أن «الهدف من ذلك هو جعل الحكومة اللبنانية تسيطر بشكل كامل ومناسب على لبنان كله حتى يتمكن لبنان من العودة إلى قدميه ويمكن أن تكون إسرائيل آمنة». كانت نقطة الانزعاج الرئيسية هي اعتراض إسرائيل على استخدام قوة الأمم المتحدة المؤقتة في لبنان للحفاظ على السلام. تم إنشاء قوة الأمم المتحدة المؤقتة في لبنان لتأكيد انسحاب إسرائيل من لبنان في عام 1978. يقول النقاد إن القوة ضعيفة جدا.

لبنان
- اعتبر رئيس الوزراء اللبناني فؤاد السنيورة أن مشروع القرار «غير كاف». قال الجيش اللبناني أن جنديا قتل وأصيب آخر بجروح في تبادل لإطلاق النار مع جنود إسرائيليين. في لبنان قتل 683 لبنانيا معظمهم من المدنيين في النزاع وأصيب أكثر من 2,359 شخصا وفقا لقوى الأمن الداخلي اللبنانية.

حزب الله
- رد حزب الله كان سريعا قائلا أنه لن يوافق على وقف إطلاق النار إلا عندما يغادر جميع الجنود الإسرائيليين الأراضي اللبنانية. مشروع القرار لا يذكر أي انسحاب. بحلول الساعة الخامسة والنصف مساء أصيب 170 صاروخا بشمال إسرائيل وفقا لما ذكرته الشرطة الإسرائيلية. قتلت امرأة إسرائيلية وابنتاها البالغتان عندما أصابت صواريخ حزب الله منطقة شلومي غرب الجليل وفقا لما ذكرته خدمات الإسعاف. أصيب 13 شخصا بجراح أحدهم بجراح خطيرة. قالت الشرطة أن الصواريخ أصابت أيضا حيفا وأصابت منزلين وجرح تسعة أشخاص. في كريات شمونة أصيب شخصان بجروح طفيفة وفقا لما ذكرته السلطات الإسرائيلية. بالإضافة إلى ذلك قتلت قذيفة هاون تابعة لحزب الله جنديا إسرائيليا عندما اصطدمت بسيارته في جنوب لبنان وفقا لما ذكرته قوات الدفاع الإسرائيلية. قال متحدث باسم الجيش الإسرائيلي أن وابل من الصواريخ ضرب أيضا الأراضي السورية وهي الثانية من نوعها. اعترض حزب الله على التقييم الإسرائيلي بشأن غارة صور على مبنى مؤلف من خمسة طوابق «كل من أرادوا قتله وقتلوا» قائلين أنه نجح في صد الغارة وقتل أحد أفراد الكوماندوز البحرية وأصاب ثلاثة آخرين.

الولايات المتحدة
- انتقدت الولايات المتحدة بشدة لعدم دعوتها إلى الوقف الفوري للأعمال العدائية. تقول وزيرة الخارجية الأمريكية كوندوليزا رايس أن الولايات المتحدة لا تعارض وقف إطلاق النار ولكنها لا تريد التوصل إلى اتفاق «ينهار عمليا في الدقيقة الحالية» ومن ثم سيعود إلى «الوضع السابق» أو العلاقة بين الجانبين قبل بدء القتال.

## 6 أغسطس
الجيش الإسرائيلي
- أصابت إسرائيل صور في الصباح الباكر بعد أن أفسدت الشوارع بمنشورات تحذر من استهداف مواقع حزب الله وفقا لقناة الجزيرة.
- أسفرت الغارات الجوية الإسرائيلية عن مقتل خمسة أشخاص على الأقل في قرية أنصار بالقرب من ميناء صيدا. قتل ثلاثة مدنيين لبنانيين آخرين عندما أصاب صاروخ إسرائيلي منزلا خاصا في الناقورة. كما تم استهداف وتدمير الجسور والطرق في أماكن أخرى في لبنان. كما أصيب طريقان يربطان سهل البقاع مع بيروت وشمال لبنان فضلا عن جسرين في محافظة عكار.
- في وقت لاحق دمرت قاذفة صواريخ أطلقت الصواريخ على حيفا في غارة جوية إسرائيلية على مدينة قانا اللبنانية.
- قصف الجيش الإسرائيلي ضواحي بيروت الجنوبية وأجزاء أخرى من لبنان مما أسفر عن مقتل ما لا يقل عن ثمانية مدنيين في غارات جوية أبلغ عنها مسؤولون أمنيون لبنانيون أو شبكات تلفزيونية باللغة العربية.
- أبلغت شبكات اللغة العربية المدن المستهدفة بأنها: جبل الرفيع والجرمك والمحمودية ومجرة اللطاني والقليلة ورأس البياضة والمنصوري ومليكة والشيتاي وهوش [المناطق التي تحتاج إليها] ومناطق الخيام.
- قال الجيش الإسرائيلي أنه أسر مسلح من حزب الله مسؤول عن اختطاف جنديين إسرائيليين في غارة عبر الحدود الشهر الماضي. في 12 يوليو أشعلت عمليات الخطف القتال بين إسرائيل وحزب الله. قال الجيش الإسرائيلي أن المسلح المعتقل اعترف بدوره أثناء الاستجواب من قبل الجيش الإسرائيلي. قال "نعتقد أنهم اعتقلوا على أرضنا بدون أي سبب ولا نشعر بأننا يجب أن نعوض حزب الله لأنهم احتجزوا رهينة اثنين من جنودنا". لكن إذا كان لبنان يرغب في الحديث عن تبادل السجناء نحن مستعدون دائما".
- دافع المتحدث باسم جيش الدفاع جي سبيغيلمان عن تقدم الحملة الإسرائيلية قائلا أن حزب الله جمع ترسانة من حوالي 10 آلاف صاروخ على مدى السنوات الست الماضية. أطلق نحو ثلاثة آلاف منهم النار على إسرائيل حتى الآن وكثير منهم من مخابئ «داخل وحول القرى والضواحي وغرف المعيشة والمرائب لشعب لبنان». أضاف «أن الأمر سيستغرق وقتا للتخلص من كل هذه الصواريخ».
- منذ بدء القتال في 12 يوليو قتل أكثر من 95 إسرائيليا أكثر من نصفهم من الجنود وفقا للمسؤولين الإسرائيليين.

إسرائيل
- قال عمدة حيفا يونا يهاف أن اليهود والعرب عاشوا معا في حيفا لأكثر من قرن من الزمان و«لا شيء يمكن أن يعرض الوئام للخطر».
- ذكرت الشرطة الإسرائيلية أن 100 آخرين أصيبوا بجراح بمن فيهم الذين عولجوا من الصدمة. قالت الشرطة أن الصواريخ التي أصابت حيفا كانت صواريخ سورية من عيار 220 ملم ورؤوس حربية تزن حوالي 45 كيلوغرام.
- بالإضافة إلى حيفا وكفر جيلادي أصابت الصواريخ أيضا كريات شمونة وفتحت مناطق في الجليل في شمال إسرائيل كما قال متحدث باسم الشرطة الإسرائيلية.

حزب الله
- قتل 12 من جنود الاحتياط الإسرائيليين عندما أصاب صاروخ حزب الله كفار جلادي في شمال إسرائيل وأصيب ثمانية أشخاص آخرين في الهجوم. أصيب ما لا يقل عن 15 شخصا بجروح في الهجمات الصاروخية وبعضهم خطير. كان الهجوم هو الهجوم الوحشي الوحيد الذي شنه حزب الله على شمال إسرائيل منذ بدء الأعمال العدائية في يوليو 2006.
- أطلق حزب الله 5 صواريخ على حيفا. لقى 3 أشخاص مصرعهم وأصيب ما لا يقل عن 40 شخصا في الهجوم. أصابت الصواريخ مناطق سكنية في المدينة وانهار مبنى واحد على الأقل.
- أصاب صاروخ حزب الله مقر وحدة اليونيفيل الصينية مما أدى إلى إصابة ثلاثة من حفظة السلام الصينيين.
- أطلق مسلحون حزب الله أكثر من 180 صاروخا على شمال إسرائيل مما أسفر عن مقتل ثلاثة مدنيين في حيفا و12 من جنود الاحتياط الإسرائيليين الذين استدعوا للتو للقتال في لبنان وفقا لمسؤولين إسرائيليين.
- يقول حزب الله أنه لن يوافق على وقف إطلاق النار إلا عندما يغادر جميع الجنود الإسرائيليين الأراضي اللبنانية.

سوريا
- قال وزير الخارجية السوري أن الجيش السوري لديه أوامر دائمة بالرد فورا على أي هجمات إسرائيلية: «إذا شنت إسرائيل هجمات على سوريا بأي وسيلة على الأرض في الجو أمرت قيادتنا القوات المسلحة بالرد فورا».

لبنان
- يبلغ عدد القتلى في لبنان أكثر من 700 معظمهم من المدنيين وعدد الجرحى 2700 وفقا لقوى الأمن الداخلي اللبنانية.
- قالت مصادر في الجيش اللبناني أن اثنين من الضربات كانا في حارة حريك حيث يوجد مقر حزب الله وفي بئر العبد.
- نقلت وكالة أنباء أسوشييتد برس عن مسؤولين لبنانيين قولهم أن قوات الدفاع الإسرائيلية قصفت أيضا معسكرين على الأقل من الجبهة الشعبية لتحرير فلسطين التي تدعمها سوريا في جنوب شرق لبنان. لم يبلغ عن وقوع إصابات في أي من الغارة.
- قال رئيس وزراء لبنان فؤاد السنيورة مشروع لقرار كان «غير كاف» ورفض رئيس مجلس النواب اللبناني نبيه بري الذي عمل كقناة دبلوماسية لحزب الله. مشروع القرار الذي كتبته الولايات المتحدة وفرنسا لا يذكر انسحاب القوات الإسرائيلية من لبنان.

الولايات المتحدة
- قالت وزيرة الخارجية الأميركية كوندوليزا رايس أنها تتوقع الأمم المتحدة تصوت على مشروع قرار «في اليوم التالي أو اثنين» التي يمكن أن تجلب إلى وقف «العنف على نطاق واسع.»

## 7 أغسطس
الجيش الإسرائيلي
- استمرت الغارات الجوية عند الفجر حيث سمعت انفجارات في مدينة صور الساحلية بجنوب لبنان. قال غي سبيغلمان في وقت مبكر أن العديد من قاذفات الصواريخ في صور دمرت بين عشية وضحاها.
- هاجمت الطائرات الإسرائيلية أهدافا في جنوب بيروت ووادي البقاع الشرقي. أبلغ عن القتال البري مع مقاتلي حزب الله حول الحولة في جنوب لبنان. ضربت غارات جوية إسرائيلية عدة منازل في الحولة أثناء القتال وكان من المفترض أن يدفن العشرات من المدنيين تحت الأنقاض. تنص التقارير على أن الطائرة قامت أولا بتدمير منزل كان يختبئ فيه 17 شخصا في القرية. أصابت ضربات أخرى بعد ذلك بوقت قصير منزلين قريبين حيث كان هناك حوالي 30 شخصا آخرين يقيمون. في البداية أعلن رئيس الوزراء اللبناني زورا أن 40 مدنيا قتلوا ولكن في وقت لاحق كان يعتذر واعترف بأنه قتل واحد فقط. قال الجيش الإسرائيلي أنه حذر السكان خلال الأسبوعين الماضيين من المغادرة.
- ذكرت إسرائيل أن جنود الجيش الإسرائيلي قتلوا 14 من مقاتلي حزب الله في القتال في جنوب لبنان. أصيب 3 جنود إسرائيليين.
- أفادت التقارير أن وحدة هندسية إسرائيلية قامت بتفجير مقر لحزب الله في جنوب غرب لبنان.
- 30 من قوات كوماندوس إسرائيلية هبطوا على قمة تلة تطل على رأس البياضة جنوب صور مما أدى إلى قتال جنود حزب الله في قتال عنيف في محاولة لتدمير قاذفات الصواريخ.
- تقول قوات الدفاع الإسرائيلية في بيان أنها تخطط لزيادة هجومها في لبنان ردا على الهجمات الصاروخية على إسرائيل في 6 أغسطس. قال ضابط كبير في الأركان العامة أن إسرائيل تخطط الآن لمهاجمة أهداف البنية التحتية الاستراتيجية ورموز الحكومة اللبنانية.
- أصابت غارة إسرائيلية شارع جنوب بيروت على حافة المنطقة الشرقية المسيحية في المدينة مما أسفر عن مقتل أربعين شخصا وجرح 61 آخرين. أصابت الغارة مبنى بالقرب من مسجد في ضاحية شياح الجنوبية الراقية. ذكرت مصادر عسكرية إسرائيلية أن الضربة جاءت بعد وقت قصير من تحذير إسرائيل من سكان جنوب نهر الليطاني اللبناني بالبقاء خارج الطرق بعد العاشرة مساء. حذر الجيش الإسرائيلي السكان من أنه «يعتزم تكثيف هجومه على حزب الله».
- قال مسؤولون لبنانيون أن الغارة الجوية الإسرائيلية أسفرت عن مقتل سبعة مدنيين على الأقل بالقرب من مدينة صيدا الجنوبية. ألقى الجيش الإسرائيلي في الأيام الأخيرة منشورات على صيدا وحث المدنيين على الإجلاء.

إسرائيل
- قال رئيس الوزراء إيهود أولمرت أن الجيش الإسرائيلي لن يكون له أي قيود في مكافحة إطلاق الصواريخ في الشمال قائلا أنه من غير المقبول أن يضطر الكثير من الناس إلى الوجود في مآوى للقنابل. قال أولمرت خلال زيارته للقيادة الشمالية «لا بد أن يكون لدينا مليون شخص يعيشون في الملاجئ ولن يكون هناك قيود على الجيش في هذه المسألة وقد اشتملت هذه الحرب على وفيات وهذا ما نعرفه ولكن في الوقت الحالي علينا أن نتعامل معه سواء في ساحة المعركة أو الجبهة الداخلية وسوف أعطيكم كل قوة ودعم ونحن لا نوقف [الكفاح]».
- تحاول إسرائيل إقامة منطقة عازلة بين إسرائيل والليطاني - على بعد حوالي 25 كيلومترا من الحدود - لوقف هجمات حزب الله الصاروخية عبر الحدود. كما قالت إسرائيل أنها أسقطت طائرة بدون طيار تابعة لحزب الله وقال رئيس الوزراء الإسرائيلي إيهود أولمرت في خطاب مسجل أمام جمعية خيرية يهودية أميركية أن إسرائيل مستعدة لدفع «ثمن رهيب» لمعركة حزب الله الآن بدلا من مواجهة عدو معزز في وقت لاحق. دعا أولمرت «التضامن والشراكة» بين الطوائف اليهودية في الخارج وشعب إسرائيل للحصول على الدعم. أيدت إسرائيل منذ فترة طويلة فكرة سيطرة الجيش اللبناني على الحدود بدلا من حزب الله. لكن المتحدث باسم وزارة الخارجية الإسرائيلية مارك ريجيف قال أن إسرائيل تتوقع رؤية تفاصيل قدمت إلى الأمم المتحدة وتساءلت عما إذا كان سيتم نزع سلاح حزب الله.

لبنان
- اقترح لبنان إجراء تعديلات على مشروع قرار للأمم المتحدة يهدف إلى وقف الصراع بين إسرائيل وحزب الله الذي أسفر عن مصرع حوالي 800 شخص. قال متحدث باسم الحكومة أن الحكومة اللبنانية وافقت على إرسال 15 ألف جندي إلى حدودها الجنوبية كجزء من اتفاق سلام إذا غادرت القوات الإسرائيلية البلاد. من شأن التغييرات المقترحة في لبنان أن تسلم القوات الإسرائيلية مواقعها الحالية إلى قوة الأمم المتحدة المؤقتة في لبنان عند انسحابها. قال مشروع الخطة اللبنانية أن قوة الأمم المتحدة المؤقتة في لبنان ستسلم قواتها إلى القوات اللبنانية خلال 72 ساعة وتساعدها على الانتشار. ستضمن القوات اللبنانية الاحترام الكامل لوقف الأعمال العدائية في المنطقة.

حزب الله
- حزب الله يدعي قتل ثلاثة جنود إسرائيليين في بلدة بنت جبيل اللبنانية. لم يؤكد الجيش الإسرائيلي إلا في البداية لكنه نشر فيما بعد أن جنديين آخرين قتلا في القتال عندما أصيبت الدبابات بصواريخ مضادة للدبابات.
- في جنوب لبنان توفي ما لا يقل عن 14 مدنيا توفي أكثر من 800 شخص حتى الآن ومعظمهم من المدنيين.
- كان حزب الله أطلق أكثر من 160 صاروخا على شمال إسرائيل. سقط 70 صاروخا في مدن كريات شمونة وروش بينا ومالوط ونهاريا وصفد وعكا أو بالقرب منها. أصيب ثلاثة أشخاص.

الأمم المتحدة
- يدعو مشروع قرار الأمم المتحدة إلى «الوقف الفوري من جانب حزب الله لجميع الهجمات والوقف الفوري لإسرائيل عن جميع العمليات العسكرية الهجومية». من شأن قرار ثان أن ينشئ في وقت لاحق قوة حفظ سلام دولية من شأنها أن تساعد الجيش اللبناني على السيطرة على الحدود الجنوبية للبلاد حيث تولى حزب الله التأثير منذ الانسحاب الإسرائيلي في عام 2000.
- وجه الأمين العام للأمم المتحدة كوفي عنان نداء آخر إلى إسرائيل وحزب الله «لاحترام التزاماتهما بموجب القانون الإنساني الدولي» في تقرير أولي حول الهجوم الذي وقع في 30 يونيو في قانا. «ينبغي النظر إلى الهجوم على قانا في السياق الأوسع لما يمكن أن يكون استنادا إلى المعلومات الأولية المتاحة للأمم المتحدة بما في ذلك روايات شهود العيان ونمط انتهاكات القانون الدولي بما في ذلك القانون الإنساني الدولي والقانون الدولي لحقوق الإنسان خلال الأعمال العدائية الحالية».

## 8 أغسطس
الجيش الإسرائيلي
- قتل جندي إسرائيلي وجرح خمسة آخرون في اشتباكات عنيفة بين قوات الجيش الإسرائيلي وحزب الله. قتل الجندي عندما أطلق مقاتلو حزب الله صاروخا مضاد للدبابات على ناقلة جنود مدرعة تابعة لقوات الدفاع الإسرائيلية في قرية ديبل. قتل مقاتلان من حزب الله في القتال.
- قال مسؤولون أن المعارك بين إسرائيل وحزب الله أسفرت عن مقتل جندي إسرائيلي وإصابة أربعة آخرين بجروح. إنه اليوم الثامن والعشرون من القتال. قتل الجيش الإسرائيلي أربعة من مقاتلي حزب الله في قرية المنصوري وثلاثة آخرين في قريتي بنت جبيل ورامية. ذكر الجيش الإسرائيلي أن خمسة مسلحين أسروا في بنت جبيل وشيهين. يذكر أن بنت جبيل كانت مسرحا للقتال العنيف منذ بدء الحملة الإسرائيلية في 12 يوليو بعد أن استولى حزب الله على جنديين إسرائيليين في غارة عابرة للحدود.
- بذلك يرتفع إلى 98 عدد القتلى في صفوف الجيش الإسرائيلي بينهم 35 مدنيا قتلوا برصاص حزب الله. أفاد الجيش الإسرائيلي عن 82 غارة جوية في لبنان بين عشية وضحاها استهدفت المباني وطرق الوصول وقاذفات الصواريخ. قالت مصادر أمنية أن سفينة حربية إسرائيلية قبالة الساحل أطلقت النار على شياح ليلا حيث اصطدمت ببناية بالقرب من مسجد. أوضحت مصادر أمنية فلسطينية أن 14 شخصا قتلوا وأصيب 33 آخرون بجروح في غارة جوية إسرائيلية على مدينة الغازي جنوب لبنان. وقعت الهجمات عندما كان المشيعون يدفنون القرويين الذين قتلوا في تفجير 7 أغسطس وفقا لما ذكرته وكالة الأنباء الروسية ورويترز.
- في القتال اللاحق قتل اثنان من المظليين من الجيش الإسرائيلي في معارك في بنت جبيل. تم علاج أحد المظليين من قبل أطباء في مكان الحادث لكنه لم يكن من الممكن إزالته بسبب إطلاق نار كثيف من مقاتلي حزب الله. خلال محاولة الإنقاذ قتل أيضا جندي من قوة البحث والإنقاذ المظليين.
- أسقط الجيش الإسرائيلي منشورات فوق مدينة صور جنوب لبنان محذرا من تكثيف العمليات وحث الناس على عدم السير على الطرق. قال أحد الصحافيين الذي أورده مراسل في هيئة الإذاعة اللبنانية أن «عناصر إرهابية... تستخدمك كدروع بشرية من خلال إطلاق صواريخ بإتجاه دولة إسرائيل من دياركم». أوضحت النشرة أن «جميع السيارات ومن أي نوع ستتعرض للقصف إذا ما شوهدت تتحرك جنوبي نهر الليطاني لأنها تعتبر مشتبها في نقل الصواريخ والذخائر العسكرية وتلك التي تدمر وأن التحذير ساري المفعول لجميع سكان الجنوب من نهر الليطاني». عليك أن تعرف أن أي شخص يتحرك في أي نوع من السيارات سيضع حياته في خطر.

إسرائيل
- على الصعيد الدبلوماسي وصف رئيس الوزراء الإسرائيلي إيهود أولمرت «باهتمام» اقتراح لبناني بإرسال 15 ألف جندي إلى حدودها الجنوبية وفقا لما ذكرته وكالة أنباء أسوشييتد برس. لكنه قال أيضا أن مجلس الأمن الإسرائيلي في 9 أغسطس قد ينظر في توسيع الهجوم في جنوب لبنان.
- كانت منطقة صور نقطة انطلاق لصواريخ كاتيوشا التابعة لحزب الله.

حزب الله
- قالت الشرطة أن صاروخا من حزب الله أسفر عن إصابة شخصين في إسرائيل. قالت الشرطة أن الصواريخ سقطت على بلدات صفد وكريات شمونة ومعلوط وفتحت حقول بالقرب من عكا وطبرية وصفد ونهاريا كما اشتعلت النيران في بعض الحقول وتسببت في أضرار بالمباني. بعد أن سلمت القوات الإسرائيلية مواقعها الحالية في جنوب لبنان إلى بعثة المراقبة التابعة للأمم المتحدة وسلمت قوة اليونيفيل بعد ذلك السيطرة على القوات اللبنانية خلال 72 ساعة (وفق مشروع الخطة اللبنانية) ستنسحب إلى مواقع شمال نهر الليطاني.

لبنان
- يطالب لبنان وحلفاؤه في جامعة الدول العربية الأمم المتحدة بالدعوة إلى انسحاب إسرائيلي فوري في إطار اتفاق لإنهاء المعارك. لم يرد ذكر هذا الانسحاب في مشروع قرار للأمم المتحدة من الولايات المتحدة وفرنسا وهو امتناع عن اعتبار حكومة لبنان ودبلوماسيين من جامعة الدول العربية غير مقبول. أعلن الوزراء أن رئيس الوزراء اللبناني فؤاد السنيورة الذي يضم وزيرين من حزب الله اتخذ قرارا حول نشر القوات بالاجماع. يذكر أن نشر القوات الوطنية اللبنانية في الجنوب يعد جزءا من خطة السلام التي تدعمها الولايات المتحدة وفرنسا التي تناقشها الأمم المتحدة. قال وزير المالية جهاد عازور أن اقتراح 7 أغسطس لا يدعو حزب الله إلى نزع أسلحته بيد أن الحكومة قالت أنها ستسمح فقط للقوات الحكومية اللبنانية وحفظة السلام التابعين للأمم المتحدة بالعمل جنوب نهر الليطاني. لبنان يفضل قرارا واحدا يتناول وقف إطلاق النار وجميع القضايا السياسية وليس نهجا من مرحلتين قال القائم بأعمال السفارة اللبنانية في واشنطن كارلا جزار أنه سيعطي حزب الله ذريعة لمواصلة القتال. يدعو الاقتراح اللبناني إسرائيل إلى تسليم أراضي مزارع شبعا المتنازع عليها إلى الأمم المتحدة «بانتظار ترسيم الحدود». من شأن ذلك أن يعزز قوة الأمم المتحدة المؤقتة في لبنان بدلا من إنشاء قوة جديدة لحفظ السلام ذات قواعد اشتباك أكثر قوة. في لبنان قتلت قوات الأمن أكثر من 776 شخصا معظمهم من المدنيين.

الصليب الأحمر
- قال رولاند هويغنين - بنيامين المتحدث باسم المجموعة أن اللجنة الدولية للصليب الأحمر أعفيت من استهداف إسرائيل. قال أن الصليب الأحمر قد تفاوض حول «حرية التنقل» لقوافله التي تقدم مساعدات إلى شعوب المنطقة. لا يزال يعتقد أن آلاف الأشخاص يعيشون في ملاجئ في قرى جنوب لبنان. بينما يسمح للصليب الأحمر بإحضار سفن إلى موانئ صور وصيدا اللبنانية فإن الطرق المتضررة قد أعاقت إيصال المساعدات إلى الريف. اتهم رئيس اللجنة الدولية للصليب الأحمر إسرائيل بانتهاك اتفاقيات جنيف عن طريق منع قوافل المساعدات من الدخول في المناطق التي تستهدفها الغارات الجوية الإسرائيلية. طالب المسؤول جاكوب كيلنبرغر بمزيد من الوصول إلى المدنيين في جنوب لبنان. قال كيلنبرغر في إشارة إلى التحذيرات التي أصدرها الجيش الإسرائيلي قبل الضربات الجوية إنه سيلتقى بمسؤولين إسرائيليين في 9 أغسطس. قال كيلنبرغر أنه «بإسقاط منشورات لا يمكنك التخلص من مسؤولياتكم بموجب القانون الإنساني الدولي».

منظمة أطباء بلا حدود
- قال متحدث باسم مجموعة المساعدات أن تدمير طريق رئيسي وجسر مؤقت بضربات جوية أجبر منظمة أطباء بلا حدود على جلب الإمدادات إلى مدينة صور بجنوب لبنان من خلال تشكيل سلسلة بشرية عبر نهر الليطاني.

الولايات المتحدة
- قال الرئيس بوش أنه يتوقع أن لا يوافق حزب الله وإسرائيل على كافة جوانب قرار وقف إطلاق النار في الشرق الأوسط بيد أنه قال «إننا جميعا ندرك أنه يجب وقف العنف». وصف متحدث باسم وزارة الخارجية الأمريكية الاقتراح بأنه «هام» وفقا لما ذكرته وكالة أنباء اسوشييتد برس.

جامعة الدول العربية
- وصل وفد من جامعة الدول العربية إلى الأمم المتحدة بعد ظهر اليوم السبت يلقي الضوء على مخاوفه من مشروع قرار يهدف إلى إنهاء النزاع بين إسرائيل وحزب الله في لبنان. قال يحيى المحمصاني ممثل جامعة الدول العربية في الأمم المتحدة أنه في إطار الخطة اللبنانية «لن يذهب حزب الله إلى تلك المنطقة شمال نهر الليطاني وأن القوات اللبنانية موجودة».

قطر
- قالت قطر العضو العربي الوحيد في مجلس الأمن الدولي أن المشروع غامض للغاية وسيخلق «مشكلة داخلية» للحكومة اللبنانية.

الأمم المتحدة
- قال مشروع الخطة اللبنانية أن اليونيفيل بعد تسليم القوات الإسرائيلية مواقعها الحالية في جنوب لبنان إلى بعثة المراقبة التابعة للأمم المتحدة سوف تسلم السيطرة على القوات اللبنانية خلال 72 ساعة وتساعدها على الانتشار. جاءت المحادثات المكثفة عقب دورة مجلس الأمن.

جامعة الدول العربية
- كان دبلوماسيون طلبوا من الأمم المتحدة أن تصدر قرارا يقضي بانسحاب إسرائيلي فوري من جنوب لبنان.

## 9 أغسطس
الجيش الإسرائيلي
- أعلن رئيس حركة فتح في لبنان أن مروحيات إسرائيلية أطلقت خمس قذائف على مبنى إداري في مخيم للاجئين الفلسطينيين في لبنان صباح اليوم الباكر. قال سلطان أبو العينين أن شخصا واحدا على الأقل قتل وأصيب ستة آخرون في مخيم عين الحلوة قرب صيدا. قالت إسرائيل أنها تستهدف منزل أحد عناصر حزب الله. يضم المخيم حوالي 50,000 لاجئ مسجل وربما على الأقل أن العديد منهم غير مسجلين حسبما قال أبو العينين. قال مسؤولون أن الهجوم أسفر عن مقتل شخصين وإصابة خمسة آخرين.
- في وقت لاحق هاجم الجيش الإسرائيلي ضاحية حارة حريك جنوب بيروت التي كانت مقرا لمقر حزب الله. أظهر التلفزيون اللبناني أن الدخان الثقيل يرتفع من المنطقة. قال مصور لوكالة انباء اسوشيتد برس في مكان الحادث أن الضربة أصابت معقل حزب الله الذي تم التخلي عنه إلى حد كبير على بعد ميل من المكان الذي دفن فيه المشيعون الموتى من هجوم سابق. قال تقرير الوكالة أن حوالي 400 شخص كانوا في موكب جنازة مع هتاف المتظاهرين «الموت لامريكا! الموت لإسرائيل!» بعد الضربة.
- من جهة أخرى أعلنت مصادر أمنية فلسطينية أن مروحية إسرائيلية أطلقت النار على سيارة في مدينة غزة مما أدى إلى مقتل ناشط فلسطيني وإصابة ثلاثة آخرين بجروح. في بيان مكتوب قال الجيش الإسرائيلي أن حزب الله كان يطلق صواريخ من الخيام على مدن إسرائيل ميتولا وكريات شمونة وجليل الجليل.
- في منطقة البقاع الشرقية قتل خمسة أشخاص وجرح اثنان آخران في هجوم إسرائيلي. في غارات جوية إسرائيلية أخرى تم بناء مبنى مكون من طابقين في مشغرة ينتهي بسبعة أشخاص من نفس العائلة المحاصرين تحت الحطام وفقا لمسؤولين أمنيين. تم سحب خمس جثث في وقت لاحق وخوف القتلى المتبقين.
- على طول الحدود بين إسرائيل ولبنان ترافقت القوات الإسرائيلية التي ترتدي طلاء الوجه الأسود والتمويه العديد من الدبابات في لبنان. أطلق الجيش الإسرائيلي قنابل يدوية وقنابل صاروخية وقذائف دبابة من مواقع متعددة حيث صوت صوت مدفع رشاش يملأ الهواء. في المساء نفس السيناريو: قصفت إسرائيل بالمدفعية إلى جنوب لبنان حيث تحركت قوات مدعومة بالدبابات والعربات المدرعة عبر الحدود.
- حارب حزب الله والجنود الإسرائيليون في معارك بين عشية وضحاها في جنوب لبنان مما أسفر عن إصابة 15 جنديا إسرائيليا. كما تم تأكيد مقتل جندي إسرائيلي في القتال قرب بنت جبيل خلال الليل. قتل 4 جنود إسرائيليين آخرين في قرية عيتا الشعب التي أصيبت بصاروخ من حزب الله. أوضح الجيش الإسرائيلي أن 15 جنديا على الأقل قتلوا في المعارك في عيتا الشعب وديبل حيث خسر معظم الإسرائيليين في يوم واحد منذ بدء المعارك. غرب الجليل أصيب العشرات من الجنود الإسرائيليين أثناء القتال حول بنت جبيل في لبنان حيث اشتبكت القوات الإسرائيلية مع المسلحين بسبب معظم الصراع الذي دام أربعة أسابيع وفقا لما ذكره الجيش الإسرائيلي.
- أطلقت سفن البحرية الإسرائيلية النار على أهداف حزب الله في جنوب لبنان.
- هبطت القوات الإسرائيلية بطائرة هليكوبتر في قرية خريب أثناء الليل وفتشت المنازل هناك. لم يبلغ عن إصابة أحد أو قتل أو أخذ السجناء.
- حتى هذا التاريخ يبلغ عدد القتلى الإسرائيليين في النزاع 120 قتيلا بينهم 40 مدنيا وأكثر من 700 جريح وفقا لقوات الدفاع الإسرائيلية.
- بناء على توصية من مجلس الوزراء الأمني الإسرائيلي يسمح للقوات البرية بالضغط على نهر الليطاني (18 كيلومتر) داخل لبنان في محاولة للقضاء على تهديدات حزب الله. قال مسؤولون عسكريون كبار أن الهجوم سيبدأ سريعا أكثر من يومين أو ثلاثة أيام وفقا لما ذكرته وكالة انباء اسوشيتد برس. ومن غير الواضح ما إذا كان الاتفاق يسمح لإسرائيل باستدعاء المزيد من جنود الاحتياط. ذكر مكتب رئيس الوزراء أن القرار ما زال في انتظار الموافقة النهائية من رئيس الوزراء إيهود أولمرت ووزير الدفاع عمير بيريتز. هناك حوالي 10,000 جندي إسرائيلي موجودون على الأرض في جنوب لبنان وفقا لمحللين عسكريين إسرائيليين.

إسرائيل
- قال دان غيلرمان سفير إسرائيل لدى الأمم المتحدة «لقد حان الوقت لانتهاء هذا الصراع». لكن الخطابات والقرارات لا تنهي بنفسها الصراعات ولا النوايا الحسنة وانتهت الصراعات بالإجراءات وليس بالكلمات وانتهى عندما يتم مواجهة أولئك الذين أثاروا الصراع وأولئك الذين يسعون إلى الاستمرار في تهديد المنطقة والتغلب عليها«. سوف نترك ونحن سوف نكون سعداء لسحب اللحظة التي استقرت فيها المنطقة والدقيقة أن الوجود الدولي سيتأكد أن» حزب الله قد تم إزالته ونزع سلاحه«كما قال جيلرمان سفير إسرائيل لدى الأمم المتحدة أن لديه مشاكل في فكرة نشر قوة تابعة للأمم المتحدة لتحقيق الاستقرار في المنطقة وأشار إلى قوة الأمم المتحدة المؤقتة في لبنان على سبيل المثال» مضيفا «أن هذه الفترة الانتقالية استمرت 28 عاما» مضيفا «أنها إطار زمني مثير للاهتمام لقوة مؤقتة. خلال تلك الفترة كانت غير مؤهلة تماما وعاجزة في منع أي هجمات إرهابية ضد إسرائيل».
- أوصى مجلس الوزراء الأمني الإسرائيلي بأن يوسع الجيش الإسرائيلي حملته ضد حزب الله في جنوب لبنان. قال وزير مجلس الوزراء إيلي يشاي لوكالة انباء الاسوشيتد برس أنه من المتوقع أن تستغرق العملية المقترحة 30 يوما بالرغم من أنه من المتوقع صدور قرار الأمم المتحدة بوقف إطلاق النار قبل ذلك الحين. قال بيان من مكتب أولمرت أن الخطة ستدخل حيز التنفيذ بعد أن يوافق عليها رسميا رئيس الوزراء الإسرائيلي إيهود أولمرت ووزير الدفاع عمير بيريتز. من المتوقع أن يوقع الوزراء على الخطة سريعا إلا أن الوكالة ذكرت نقلا عن وزير أمني إسرائيلي أن الهجوم الإسرائيلي لن يبدأ يومين أو ثلاثة أيام للسماح بوقت لإجراء مزيد من المناقشات حول قرار وقف إطلاق النار في الأمم المتحدة.
- قالت متحدثة باسم الدولة العبرية أن الهجوم لم يكن جزءا من حملة موسعة وافق عليها مجلس الوزراء الأمني الإسرائيلي في وقت سابق اليوم. قالت المتحدثة باسم الوزارة ميري إيسن «أنها عملية صغيرة تبدو كبيرة من حيث ننظر إليها الآن لكن هذا لا يفتح أي جبهة جديدة». «إنها تأخذ الرعاية من واحد الذي كان باستمرار ضرب كريات شمونة». تقول إسرائيل أنها لن تغادر لبنان حتى تتمكن من ضمان الأمن على حدودها الشمالية.

حزب الله
- أطلق حزب الله قذائف هاون باتجاه بلدة ميتولا الإسرائيلية. تم الإبلاغ عن بعض الأضرار.
- ذكرت الشرطة الإسرائيلية أن حزب الله أرسل 160 صاروخا عبر الحدود خلال الليل من بينها 22 صاروخا هبطت في المدن. أصيب شخصان. كما أطلقت قوات حزب الله صاروخا من طراز خيبار -130 سوري الصنع على مدينة حيفا الإسرائيلية.
- قال متحدث باسم الجيش الإسرائيلي أن إطلاق صاروخ مضاد للدبابات أصاب خمسة جنود إسرائيليين شمال بنت جبيل في لبنان وجرح آخر أثناء عملية برية في رأس البياضة.
- قال الأمين العام لحزب الله حسن نصر الله في خطاب متلفز أنه يدعم خطة لبنان لإرسال 15 ألف جندي إلى جنوب لبنان. "كنا في الماضي نعارض أو لا نتفق على نشر الجيش على الحدود... لأننا قلقون بشأن الجيش... نحن نتفق على نشر الجيش ولكن نلاحظ إخفاء خوفنا عليه ونقلت وكالة انباء اسوشييتد برس عن نصر الله قوله. بعد ساعات من قرار مجلس الوزراء بتوسيع الحملة ضد حزب الله ظهر الزعيم على شاشة تلفزيون المنار مهددا بتغيير جنوب لبنان إلى "مقبرة" للإسرائيليين. قال "إنني أقول للصهاينة أنكم قد تأتون في أي مكان أو تغزو القوات البرية المحمولة أو تدخل هذه القرية أو ذلك ولكنني أكرر أن كل هذا سيكلفك ثمنا باهظا". أضاف أن الهجوم العسكري الإسرائيلي لم يقلل بعد من القدرات العسكرية للميليشيا الإسلامية. قال نصر الله "سنقاتل حتى آخر رصاصة طالما أن هناك قنبلة يدوية طالما أن هناك صاروخا سيظل هناك قتال".

لبنان
- قال طارق متري المبعوث الخاص للأمم المتحدة لدى الأمم المتحدة للمجلس «إننا نأتي إلى مجلس الأمن طالبا بوقف فوري وشامل لإطلاق النار». أضاف «قبل سبعة وعشرين يوما طالبنا بوقف فوري لاطلاق النار قبل أكثر من 900 شخص طلبنا وقف فوري لاطلاق النار». يقول الدبلوماسيون إن الاقتراح العربي أثار اهتمام فرنسا.
- أعلنت قوات الأمن اللبنانية أن عدد القتلى في السابع من أغسطس الجاري في ضاحية شياح (جنوب بيروت) ارتفع من 30 إلى 41 قتيلا. قالت مصادر عسكرية لبنانية أن معركة شرسة اندلعت بين القوات الإسرائيلية ومقاتلي حزب الله في الخيام التي تقول إسرائيل أنها معقل لحزب الله. قالت قوات الأمن اللبنانية أنه حتى يومنا هذا قتل 827 شخصا معظمهم من المدنيين وجرح ما يقرب من 3200 شخص. قال الأمين العام لجامعة الدول العربية عمرو موسى لوكالة فرانس برس أن لبنان يريد «التزاما صغيرا» بالانسحاب الإسرائيلي الكامل. يدعو الاقتراح اللبناني إلى إنشاء قوة دولية لحفظ السلام. يقترح لبنان أيضا نشر 15 ألفا من قواته على الحدود وهو عرض وصفته الولايات المتحدة بأنه «مهم».

الأمم المتحدة
- يدعو اقتراح مجلس الأمن التابع للأمم المتحدة حزب الله إلى الخروج من الجنوب وإلى مواقع شمال نهر الليطاني ولكنه لا يشير إلى نزع السلاح.
- في الأمم المتحدة ظل الجدول الزمني لانسحاب إسرائيل من لبنان يشكل نقطة شائكة في المفاوضات الرامية إلى إنهاء القتال. قال دبلوماسيون ان أعضاء مجلس الأمن الدولى يحتاجون إلى «العودة إلى نفس الصفحة» في وقت مبكر كاف للتصويت على قرار لوقف اطلاق النار في اليوم التالى. كان اقتراح لبنان إرسال 15 الف جندي إلى جنوب لبنان شريطة انسحاب جميع القوات الإسرائيلية إلى إسرائيل ونقل قوة الامم المتحدة إلى منطقة مزارع شبعا المتنازع عليها وهي ارض من الأراضي التي تحتلها إسرائيل والتي يطالب بها لبنان حكمت ملك سوريا. قال مصدر دبلوماسي مطلع على المفاوضات إن الفرنسيين يضغطون على لغة جديدة في القرار مع أخذ المخاوف العربية بعين الاعتبار بما في ذلك النص الخاص بمنطقة مزارع شبعا. قال المصدر إن الفرنسيين يحاولون إعادة صياغة أجزاء كثيرة من القرار وهي خطوة تجعل المسؤولين الأمريكيين متوترين.
- وفقا لمراقبين تابعين للأمم المتحدة اندلعت معركة شرسة بين القوات الإسرائيلية ومقاتلي حزب الله في الخيام التي تقول إسرائيل أنها معقل لحزب الله.

جامعة الدول العربية
- قال الامين العام لجامعة الدول العربية عمرو موسى ان المحادثات التي جرت في الثامن من أغسطس الماضي بعد ان قدم الوفد العربي وجهات نظره في جلسة مجلس الأمن «مبشرة بالخير». اضاف «هناك تطورات جديدة ويشير إلى ان الجانب العربي يرغب في ادراجها». «في 9 أغسطس سنستأنف مشاوراتنا ونأمل أن تعرف جميع الأطراف بحلول 10 أغسطس على الأقل هيكل لنوع مشروع جديد». تريد جامعة الدول العربية التزاما متجددا بالانسحاب الإسرائيلي الكامل.

الولايات المتحدة
- قال مسؤول في إدارة بوش تتبع التطورات في الامم المتحدة ان البيت الابيض «متعاطف» مع المخاوف التي أثارها وفد عربى. لكن المسؤول قال «نريد منتجا نهائيا لديه فرصة معقولة للنجاح». تشعر الولايات المتحدة بالقلق من ان الجيش اللبنانى لن يكون قادرا أو مستعدا لوقف إعادة امدادات حزب الله وهو غير مقتنع بان قوة حفظ السلام التابعة للامم المتحدة يمكن ان تقوم بهذه المهمة. اضاف المسؤول ان إسرائيل لديها وجهات نظر «أكثر قوة». ومع ذلك فإن مشروع القرار الذي تدعمه الولايات المتحدة يدعو إلى إنشاء قوة دولية لحفظ السلام.
- في الوقت نفسه لا يزال الدبلوماسيون يأملون في التصويت في 10 أغسطس على قرار الأمم المتحدة الذي يهدف إلى إنهاء الصراع ولكن اقتراح دعمه العرب يدعو إلى انسحاب إسرائيلي كامل هدد بإحالة «توازن دقيق جدا» وإعادة العملية مرة أخرى كما قال مسؤول في إدارة بوش.
- في الوقت الذي اندلع فيه القتال في الشرق الأوسط قال مسؤولون كبار بالبيت الابيض انه من غير المحتمل ان يصدر تصويت في 10 أغسطس حول قرار الامم المتحدة لانهاء الصراع. حذرت الولايات المتحدة الحليف الاسرائيلى والمورد الرئيسى لاسلحة الدولة اليهودية الجانبين من توسيع الصراع. قال المتحدث باسم البيت الابيض توني سنو «ان التصعيد شيء لا نريد ان نراه». «لكن أيضا يجب أن يكون لديك قرار يتناول السبب الجذري لحزب الله ولديه حل عملي للتأكد من أن الحكومة اللبنانية سوف تكون قادرة على السيطرة العسكرية والسياسية للجنوب».
- قال المسؤولون ان الولايات المتحدة وفرنسا اللتين عرضتا مشروع قرار في 5 أغسطس تحاولان الاتفاق على بعض الشرائح من مشروع منقح. من النقاط المثيرة للجدل اقتراح لبناني تدعمه جامعة الدول العربية يدعو إلى انسحاب إسرائيل الفوري من لبنان. بيد ان القرار الامريكى الفرنسى لا يدعو إلى انسحاب إسرائيل. هناك أيضا بعض الخلاف حول توقيت نشر قوات لبنانية وقوات تابعة للامم المتحدة في المنطقة. تقول الولايات المتحدة انها تدفع ب«المرونة» حتى تتمكن إسرائيل من مراقبة الانتشار قبل الانسحاب وهو موقف يفضله الإسرائيليون. قال سفير الولايات المتحدة لدى الامم المتحدة «كل شخص يريد ان يرى ان نشر 15 الف جندي لبناني على الحدود يستخدم لتغيير الوضع في المنطقة وهذا يعني في جوهره اننا لا نريد ان يعيد حزب الله تسليح الجزء الجنوبي من لبنان» حسبما قال جون بولتون.

فرنسا
- قال المسؤولون ان الولايات المتحدة وفرنسا اللتين عرضتا مشروع قرار في 5 أغسطس تحاولان الاتفاق على بعض الشرائح من مشروع منقح. من النقاط المثيرة للجدل اقتراح لبناني تدعمه جامعة الدول العربية يدعو إلى انسحاب إسرائيل الفوري من لبنان. بيد ان القرار الامريكى الفرنسى لا يدعو إلى انسحاب إسرائيل. هناك أيضا بعض الخلاف حول توقيت نشر القوات اللبنانية وقوات الأمم المتحدة في المنطقة.